# She Loves You
"She Loves You" er A-siden på det engelske rockband The Beatles' fjerde single "She Loves You/I'll Get You", der blev udgivet i Storbritannien den 23. august 1963. The Beatles havde allerede været på toppen af de britiske single-hitlister et par gange i 1963, men det var "She Loves You" med det karakteristiske "yeah, yeah, yeah", der bragte dem til, hvad de plejede at kalde "the toppermost of the poppermost". Singlen kom ind på Top 20 i august 1963 og blev der indtil februar 1964, og den solgte langt mere end noget, de tidligere havde lavet, og blev årtiets mest solgte single.

## Komposition
"She Loves You" blev skrevet af Paul McCartney og John Lennon i fællesskab, og de begyndte at skrive den i tour-bussen den 26. juni 1963 efter en koncert i Majestic Ballroom i Newcastle upon Tyne, mens de var på turné med Roy Orbison og Gerry and the Pacemakers. De fortsatte senere samme aften på deres hotelværelse i Newcastle, hvor de sad på hver deres seng over for hinanden og spillede på deres akustiske guitarer. I 2000 sagde Paul McCartney, at den oprindelige idé til sangen begyndte med Bobby Rydells hit Forget Him med dets kalde- og svarmønster, og som det ofte sker, tænker man på én sang, når man skriver en anden.
 Jeg havde planlagt en 'besvarende sang', hvor et par af os ville synge "she loves you", og de andre ville svare "yeah yeah". Vi besluttede, at det var en dårlig idé, men i det mindste fik vi ideen til en sang, der hed "She Loves You". Så vi sad i hotellets soveværelse i et par timer og skrev det – John og jeg, der sad på to enkeltsenge med guitarer.

Som mange tidligere Beatles-sange var titlen på "She Loves You" indrammet omkring brugen af personlige pronominer. Men usædvanligt for en kærlighedssang handler teksten ikke om fortællerens kærlighed til en anden. I stedet fungerer fortælleren som en hjælpsom mellemting for to, der elsker hinanden, men som er lidt fremmedgjorte over for det.
John Lennon har fortalt:
 Det var Pauls ide. I stedet for at synge "I love you" igen, kom der en tredje part med. Den slags små detaljer er stadig i hans arbejde. Han vil skrive en historie om nogen. Jeg er mere tilbøjelig til at skrive om mig selv.

Sangen blev efter al sandsynlighed færdiggjort den følgende dag den 27. juni i McCartneys familiehjem i Forthlin Road, Liverpool. The Beatles havde en fridag fra tourneen den dag. Paul McCartney husker, at de spillede den færdige sang på akustiske guitarer for hans far Jim derhjemme umiddelbart efter sangen var færdig:
 Vi gik ind i stuen og sagde: "Far, hør her. Hvad synes du?" Og han sagde: "Den er meget fin min dreng, men der er nok af amerikanisme rundt omkring. Kunne I ikke synge 'She loves you, yes, yes, yes'?". Vi sagde "Nej, far, du forstår det ikke helt!"

"yeah, yeah, yeah"-omkvædet viste sig at være et øjeblikkeligt, smittende musikalsk hook, der usædvanligvis er i starten af sangen i stedet for at blive introduceret efter et vers eller to. "She Loves You" inkluderer ikke en bro, men bruger i stedet omkvædet til at forbinde de forskellige vers. Akkorderne har en tendens til at ændre sig hver anden takt, og det harmoniske skema er for det meste statisk.
Nummeret starter med en to-tælling fra Ringo på trommerne, og hans fill er en vigtig del af pladen hele vejen igennem. De elektriske instrumenter er mixet højere end tidligere, især McCartneys bas, hvilket tilføjer den følelse af musikalsk kraft, som pladen giver. Hovedvokalen synges af Lennon og McCartney, der skifter mellem unison og harmoni. George Martin, Beatles' producer, satte spørgsmålstegn ved gyldigheden af den store sekstakkord, der afslutter sangen, en idé foreslået af George Harrison. Paul McCartney reflekterede senere:
 Vi tog den med til George Martin og sang 'She loves you, yeah, yeah, yeah, yeeeeeaah ...' plus den stramme sekstakkord, vi havde til sidst. George [Martin] sagde: "Det er meget underligt, jeg ville aldrig ende på en sekst". Men vi sagde: "Det er sådan en god lyd, det gør ikke noget".

Efter Roger McGuinn fra Byrds' mening er forfattere, der forsøger at definere folkrockens oprindelse ikke klar over, at Beatles var introducerede genren så langt tilbage som i 1963. Han nævner "She Loves You" som et af de første eksempler, hvor Beatles introducerede folk-akkordændringer i rockmusikken og således indledte den nye genre. Disse sange var alle indflydelsesrige ved at give en skabelon til succesfuldt at assimilere folk-baserede akkordforløb og melodier i popmusik.

## Indspilning
Nummeret blev produceret af George Martin og indspillet den 1. juli 1963 - mindre end en uge efter, at den var skrevet.
EMI-optageingeniør Norman Smith havde en reaktion, da han så teksten i studiet, og fortalte senere:
 Jeg satte mikrofonen op, da jeg første gang så teksten på nodestativet: "She loves you, yeah, yeah, yeah, She loves you, yeah, yeah , yeah, She loves you, yeah, yeah, yeah, Yeah!" Jeg tænkte: "Åh min Gud, sikke en tekst! Det her bliver en, jeg ikke kan lide. Men da de begyndte at synge den – bang, wow, fantastisk, jeg joggede rundt oppe ved mixeren."

Der blev brugt en to-spors båndoptager til optagelsen. Der er ikke fundet dokumentation, der fortæller, hvor mange optagelser, der blev foretaget eller andre detaljer vedrørende indspilningen. Mixning blev foretaget den 4. juli.
Det blev af den tyske afdeling af EMI (moderselskabet til Beatles' britiske pladeselskab Parlophone Records) besluttet, at den eneste måde man kunne sælge Beatles-plader på i Tyskland ville være at genindspille dem på det tyske sprog. "Sie Liebt Dich" blev da indspillet den 29. januar 1964 sammen med "Komm, Gib Mir Deine Hand". Dette foregik i Pathe Marconi Studios i Paris. De indspillede ny vokal over det originale backingtrack til I Want to Hold Your Hand; "Sie Liebt Dich" blev indspillet helt fra bunden. Begge sange blev oversat af den luxembourgske musiker Camillo Felgen under pseudonymet "Jean Nicolas".

## Udgivelse
"She Loves You" blev udgivet i Storbritannien som single A-side med I'll Get You som B-side. Sangskriverkreditten blev ændret til "Lennon–McCartney". "From Me to You", "Thank You Girl" og otte af sangene på Please Please Me-albummet blev krediteret til "McCartney–Lennon", men fra "She Loves You"-singlen og frem blev det ændret. Singlen var gruppens første, der solgte over en million kopier i Storbritannien alene. Singlen slog også rekord i USA som en af de fem Beatles-sange, der holdt de fem øverste placeringer på hitlisterne samtidigt den 4. april 1964.

## Musikere
- John Lennon – sang, rytmeguitar
- Paul McCartney – sang, bas
- George Harrison – singleguitar, baggrundsvokal
- Ringo Starr – trommer